# Лифшиц, Илья Михайлович
Илья́ Миха́йлович Ли́фшиц (31 декабря 1916 (13 января 1917), Харьков — 23 октября 1982, Москва) — советский физик-теоретик, академик АН СССР (1970, член-корреспондент с 1960), академик АН УССР (1967). Брат физика Евгения Лифшица (1915—1985).

## Биография
Родился в семье врача, профессора, зав. кафедрой в Харьковском медицинском институте Михаила Ильича Лифшица и Берты Евзоровны Лифшиц (урождённая Мазель). Окончил Харьковский университет (1936) и Харьковский политехнический институт (1938). В 1937—68 годах работал в Харьковском физико-техническом институте (с 1941 года — заведующий теоретическим отделом) и одновременно с 1944 заведовал кафедрой статистической физики и термодинамики Харьковского университета. В 1969 по приглашению П. Л. Капицы переехал в Москву. С 1969 по 1982 год — заведующий теоретическим отделом Института физических проблем АН СССР, которым ранее заведовал Л. Д. Ландау. Профессор кафедры электродинамики и квантовой теории (1964—1977); профессор кафедры физики низких температур (1978—1982) физического факультета Московского государственного университета.

## Научная деятельность
Работы относятся к физике твёрдого тела, к общей теории конденсированного состояния вещества. И. М. Лифшиц выполнил новаторские работы в изучении поведения электронов в неупорядоченных системах. Разработал (1948) теорию процесса двойникования. Установил связь между наблюдаемыми свойствами металлов и геометрией и топологией их поверхности Ферми, создав новое направление в физике металлов. В начале 1950-х годов в теории возмущений ввёл понятие функции спектрального сдвига. В 1954—1965 годах И. М. Лифшицем совместно с учениками была построена современная электронная теория металлов. Соавтор открытия квантового размерного эффекта.
Предсказал (1960) фазовый переход 2 1/2 рода (1960) и явление квантовой диффузии (1969).
В 1969—72 годах И. М. Лифшиц и А. Ф. Андреев разработали теорию квантовых кристаллов и квантовой диффузии. В 1972 Лифшиц и Ю. М. Каган построили квантовую теорию кинетики фазовых переходов I рода. И. М. Лифшиц является одним из создателей современной динамической теории твёрдого тела.
В 1970-х годах интенсивно работал в области физики полимеров. Лифшиц, А. Ю. Гросберг и А. Р. Хохлов разработали теорию переходов типа клубок — глобула в полимерных и биополимерных системах на основе подхода, представляющего конформационную энтропию цепи в виде функционала плотности.
Создал школу физики твёрдого тела и физики полимеров (М. Я. Азбель, М. И. Каганов, А. М. Косевич, В. В. Слёзов, В. Г. Песчанский, В. П. Галайко, В. М. Цукерник, А. Ю. Гросберг, А. Р. Хохлов и другие).

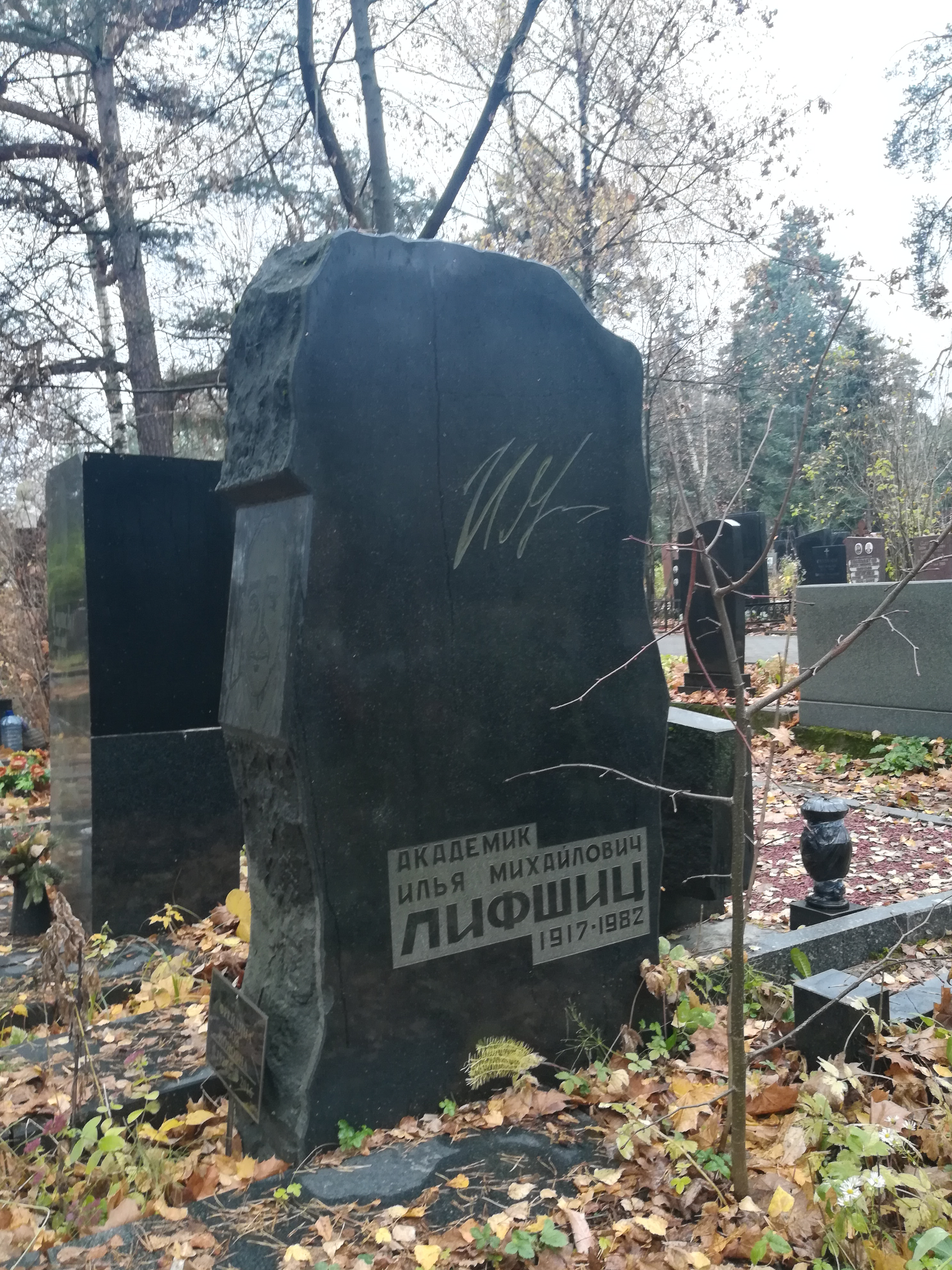
Могила на Кунцевском кладбище

Похоронен на Кунцевском кладбище.

## Увлечения
Илья Михайлович Лифшиц был филателистом. Марки он начал коллекционировать ещё в детстве, являлся поклонником хронологического коллекционирования. Его собрание было посвящено, главным образом, маркам Российской империи, СССР и европейских стран (учёный собрал «сквозную» коллекцию марок Европы, а первая марка мира — английский «чёрный пенни» была представлена целым листом). На 1976 год в ней насчитывалось свыше 200 тысяч марок, марки на конвертах, документы домарочного периода. Коллекция получала призы на международных выставках.
Физик Игорь Ландау вспоминал: «Используя свои филателистические связи, он к пятидесятилетнему юбилею моего отца умудрился заказать конверт и почтовую марку с портретами Ландау, которые, если я не путаю, были изготовлены всего в трёх экземплярах».

## Награды и отличия
- Орден Трудового Красного Знамени
- Ленинская премия (1967) — за разработку совместно с сотрудниками современной формы электронной теории металлов, которое разрешило расшифровать электронный энергетический спектр металлов
- Премия им. Л. И. Мандельштама АН СССР (1952)
- Мемориальная премия Саймона (1961)
- Почётный член Тринити-Колледжа Кембриджского университета (с 1962)
- Иностранный член Национальной академии наук США (с 1982)